# Strzępielowate
Strzępielowate, strzępiele (Serranidae) – rodzina ryb okoniokształtnych. Większe gatunki poławiane jako ryby konsumpcyjne o smacznym mięsie, a wiele spośród mniejszych spotyka się w hodowlach akwariowych.

## Występowanie
Gorące wody oceaniczne, niektóre gatunki wpływają do rzek.

## Cechy charakterystyczne
- ciało krępe, wydłużone, pokryte drobnymi łuskami, często atrakcyjnie ubarwione
- duży, szeroki otwór gębowy z mocno zaznaczonymi wargami
- płetwa grzbietowa dwuczęściowa, czasami wcięta, z 7-12 promieniami twardymi
- 3 kolce na pokrywach skrzelowych (operculum)
- 3 kolce w płetwie odbytowej
- linia boczna pełna
- u większości gatunków występuje hermafrodytyzm, u niektórych stwierdzono przypadki samozapłodnienia

## Klasyfikacja
Rodzaje zaliczane do tej rodziny są zgrupowane w podrodzinach Anthiinae, Epinephelinae, Grammistinae, Liopropomatinae, Serraninae:
Acanthistius – Aethaloperca – Alphestes – Anatolanthias – Anthias – Anyperodon –Aporops – Aulacocephalus – Baldwinella - Bathyanthias – Belonoperca – Bullisichthys – Caesioperca – Caprodon - Centropristis – Cephalopholis – Chelidoperca – Choranthias - Chromileptes – Cratinus – Dactylanthias – Dermatolepis – Diplectrum – Diploprion – Dules – Epinephelides – Epinephelus – Giganthias – Gonioplectrus – Gracila – Grammistes – Grammistops – Hemanthias – Hemilutjanus - Holanthias – Hypoplectrodes – Hypoplectrus – Hyporthodus - Jeboehlkia – Lepidoperca – Liopropoma –Luzonichthys – Meganthias - Mycteroperca – Nemanthias – Niphon – Odontanthias – Othos – Paralabrax – Paranthias – Parasphyraenops – Plectranthias – Plectropomus – Pogonoperca – Pronotogrammus –Pseudanthias – Pseudogramma – Rabaulichthys – Rainfordia – Rypticus – Sacura – Saloptia – Schultzea – Selenanthias – Serraniculus – Serranocirrhitus –Serranus - Suttonia – Tosana – Tosanoides – Trachypoma - Triso – Variola